# Zuihō Yamaguchi
Zuihō Yamaguchi (山口 瑞鳳, Yamaguchi Zuihō), né le 21 février 1926, est un tibétologue et bouddhologue japonais. Yamaguchi est décédé d'une pneumonie le 15 avril 2023, à l'âge de 97 ans.

## Œuvres

### Ouvrages
- (en) Ihara, Shoren & Zuiho Yamaguchi, Tibetan Studies : Proceedings of the 5th International Association of Tibetan Studies Seminar, Narita, Naritasan Institute for Buddhist Studies, 1992
- (en) The Fiction of King Dar-ma’s persecution of Buddhism, De Dunhuang au Japon : Études chinoises et bouddhiques offertes à Michel Soymie, Genève, Librarie Droz, 1996
- (en) The core-elements of Indian Buddhism introduced into Tibet : a contrast with Japanese Buddhism, 1997
- (ja) マハーバーラタものがたり, 青葉書房,‎ 1957 (学級図書館)
- (ja) オーレル・スタイン蒐集チベット語文献解題目録 2冊組, 東洋文庫,‎ 1977-78
- (ja) 吐蕃王国成立史研究, 岩波書店,‎ 1983
- (ja) チベットの仏教と社会, 春秋社,‎ 1986
- (ja) チベット, vol. 上, Tokyo, 東京大学出版会, coll. « 東洋叢書 » (no 3),‎ 1987, 360 p. (ISBN 978-4-13-013033-2)
- (ja) チベット, vol. 下, Tokyo, 東京大学出版会, coll. « 東洋叢書 » (no 4),‎ 2004 (ISBN 4-13-013049-8) 1re édition : 1988
- (ja) チベット語文語文法, 春秋社,‎ 1998
- (ja) 「概説」チベット語文語文典, 春秋社,‎ 2002
- (ja) 「要訣」チベット語文語文典 成田山新勝寺成田山仏教研究所,‎ 2003
- (ja) 「評説」インド仏教 哲学史, 岩波書店,‎ 2010

### Articles
- (ja) 山口瑞鳳, « ダライラマ5世の統治権--活仏シムカンゴンマと管領ノルブの抹殺 （The Sovereign Power of the Fifth Dalai Lama: sPrul sku gZims-khang-gong-ma and the Removal of Governor Nor-bu) », 東洋文庫欧文紀要 / Memoirs of the Research Department of the Toyo Bunko, Tokyo, The Toyo Bunko, no 53,‎ 1995, p. 127-160 (ISSN 0082-562X, OCLC 998051491, présentation en ligne, lire en ligne) (ref CiNii (Japon) :  ; ref Digital library & Museum of Buddhist studies (République de Chine (Taïwan)) : ).
- (en) 山口瑞鳳, « The Emergence of the Regent Sangs-rgyas-rgya-mtsho and the Denouement of the Dalai Lama’s First Administration », Memoirs of the Research Department of the Toyo Bunko, Tokyo, The Toyo Bunko, no 57,‎ 1999, p. 113-136 (ISSN 0082-562X, OCLC 998051212)